# De tappra 600
De tappra 600 (engelska: The Charge of the Light Brigade) är en amerikansk historisk dramafilm från 1936  i regi av Michael Curtiz, med Errol Flynn och Olivia de Havilland i huvudrollerna.
Filmens handling bygger löst på den lätta brigadens anfall den 25 oktober 1854 under Slaget vid Balaklava i Krimkriget.

## Rollista
| Errol Flynn         | – Major Geoffrey Vickers     |
| Olivia de Havilland | – Elsa Campbell              |
| Patric Knowles      | – Kapten Perry Vickers       |
| Henry Stephenson    | – Sir Charles Macefield      |
| Nigel Bruce         | – Sir Benjamin Warrenton     |
| Donald Crisp        | – Överste Campbell           |
| David Niven         | – Kapten James Randall       |
| C. Henry Gordon     | – Surat Khan                 |
| G.P. Huntley        | – Major Jowett               |
| Robert Barrat       | – Greve Igor Volonoff        |
| Spring Byington     | – Lady Octavia Warrenton     |
| E.E. Clive          | – Sir Humphrey Harcourt      |
| J. Carrol Naish     | – Subahdar-Major Puran Singh |
| Walter Holbrook     | – Cornet Charles Barclay     |